# アルトゥール・メンドンサ・カブラウ
アルトゥール・メンドンサ・カブラウ（ポルトガル語: Arthur Mendonça Cabral, 1998年4月25日 - ）は、ブラジル・パライバ州カンピナグランデ出身のサッカー選手。プリメイラ・リーガ・SLベンフィカ所属。ポジションはFW。

## クラブ歴
2014年にセアラーSCの下部組織に加入。2015年7月16日にコパ・ド・ブラジルで後半にホビーニョに代わって投入され選手初出場。同月23日の同杯ではアウェーながら途中出場から90+4分に決勝点を決めて、クラブのラウンド16進出に大きく貢献した。翌月にはカンピオナート・ブラジレイロ・セリエBでもデビューした。同年10月にSEパルメイラスU-20に期限付き移籍。翌年はセアラーに復帰しU-20チームで過ごした。
2017年にトップチーム昇格。カンピオナート・ブラジレイロ・セリエBでは16試合4得点、クラブもカンピオナート・ブラジレイロ・セリエAに昇格した。
2018年11月30日、500万レアルでSEパルメイラスに移籍することが発表された。2019年夏にFCバーゼルに期限付き移籍し、2020年2月20日のUEFAヨーロッパリーグ 2019-20 決勝トーナメント、APOELニコシア戦でUEFA主催大会初得点を記録した。
2020年6月30日、FCバーゼルへ完全移籍し、2023年までの契約を結んだことが発表された。
2022年1月29日、ACFフィオレンティーナに完全移籍した。前日にユヴェントスに移籍したドゥシャン・ヴラホヴィッチの後釜と目され、背番号はヴラホヴィッチが付けていた9番。
2023年8月10日、SLベンフィカに移籍した。契約期間は5年間。

## 家族
いとこのウーゴ・カブラウもサッカー選手。

## タイトル

### クラブ
セアラー
- カンピオナート・セアレンセ: 2017, 2018

### 個人
- UEFAヨーロッパカンファレンスリーグ得点王: 2022-23